# Лашево (Бродницький повіт)
Лашево (пол. Łaszewo, нім. Lassen) — село в Польщі, у гміні Бартничка Бродницького повіту Куявсько-Поморського воєводства.
Населення — 369 осіб (2011).
У 1975-1998 роках село належало до Торунського воєводства.

## Демографія
Демографічна структура станом на 31 березня 2011 року:
|          | Загалом | Допрацездатний вік | Працездатний вік | Постпрацездатний вік |
| -------- | ------- | ------------------ | ---------------- | -------------------- |
| Чоловіки | 183     | 44                 | 125              | 14                   |
| Жінки    | 186     | 36                 | 106              | 44                   |
| Разом    | 369     | 80                 | 231              | 58                   |